# Уисконсин Делс
Вижте пояснителната страница за други значения на Уисконсин Делс.
У̀исконсин Делс (на английски: Wisconsin Dells) е град в щата Уисконсин, САЩ. Уисконсин Делс е с население от 2978 жители (по приблизителна оценка от 2017 г.).
Разположен е на 277 метра надморска височина в Северните централни широколистни гори. Общата площ на града е 11,4 км². Малкото курортно градче е известно с увеселителните си паркове и заслужено се слави като столица на водните паркове за света, поради 18-те налични водни парка там. Средна годишна посещаемост от над 5 милиона туристи.
Там се намира най-големият открит воден парк в САЩ Noah's Ark; най-големият закрит комплекс с водни забавления Wilderness Territory; и най-големият воден и тематичен увеселителен парк Mt. Olympus Water & Theme Park.